# 越路町 (新潟県)

長岡市における平成の大合併。当町は南西部に位置する。

越路町（こしじまち）は、新潟県の中部、中越地方に位置していた町。長岡市への通勤率は42.2%（平成12年国勢調査）。2005年4月1日に長岡市に編入された。夏には特に南部でホタルが発生する。

## 地理
- 山: 桝形山
- 河川: 信濃川、渋海川

### 隣接していた自治体
- 長岡市、小千谷市、柏崎市
- 刈羽郡小国町

## 歴史

### 沿革
- 1955年3月31日 - 三島郡来迎寺村、岩塚村、塚山村、古志郡石津村の合併により町制施行し越路町が成立。
- 1957年7月5日 - 刈羽郡千谷沢村の一部、袴沢・小阪・菅沼地区を編入。
- 1963年 - 財政再建準用団体指定
- 1966年 - 財政再建準用団体解消
- 2004年- 長岡地域合併協議会発足
- 2005年4月1日 - 長岡市に編入。

## 行政
- 町長 大野勉（1999年 - 2005年）

## 経済

### 産業
- 農業
  - 米、大豆、大麦[1]
- 主な企業
  - 朝日酒造
  - ヨネックス
  - 岩塚製菓

## 教育
- 越路町立越路小学校
- 越路町立越路西小学校
- 越路町立越路中学校
- 越路町立塚山中学校

## 施設
- 町民体育館 - 1979年（昭和54年）9月オープン[2]。
- 越路町郷土資料館 - 1986年（昭和61年）11月オープン[3]。

## 交通

### 鉄道路線
- 東日本旅客鉄道（JR東日本）信越本線
  - 塚山駅 - 越後岩塚駅 - 来迎寺駅

廃止路線
- 旧日本国有鉄道魚沼線（1984年3月31日廃止）
- 越後交通長岡線

### 道路
- 高速道路
  - 関越自動車道
    - 越路バスストップ
- 一般国道
  - 国道351号
  - 国道403号
  - 国道404号
- 都道府県道
  - 主要地方道
    - 新潟県道10号長岡片貝小千谷線
    - 新潟県道11号柏崎小国線
    - 新潟県道23号柏崎高浜堀之内線
    - 新潟県道72号柏崎越路線

  - 一般県道
    - 新潟県道112号来迎寺停車場神谷線
    - 新潟県道166号大荒戸越路線
    - 新潟県道171号塚山小国線
    - 新潟県道236号岩野塚山線
    - 新潟県道550号東谷塚野山線

## 名所・旧跡・観光スポット・祭事・催事

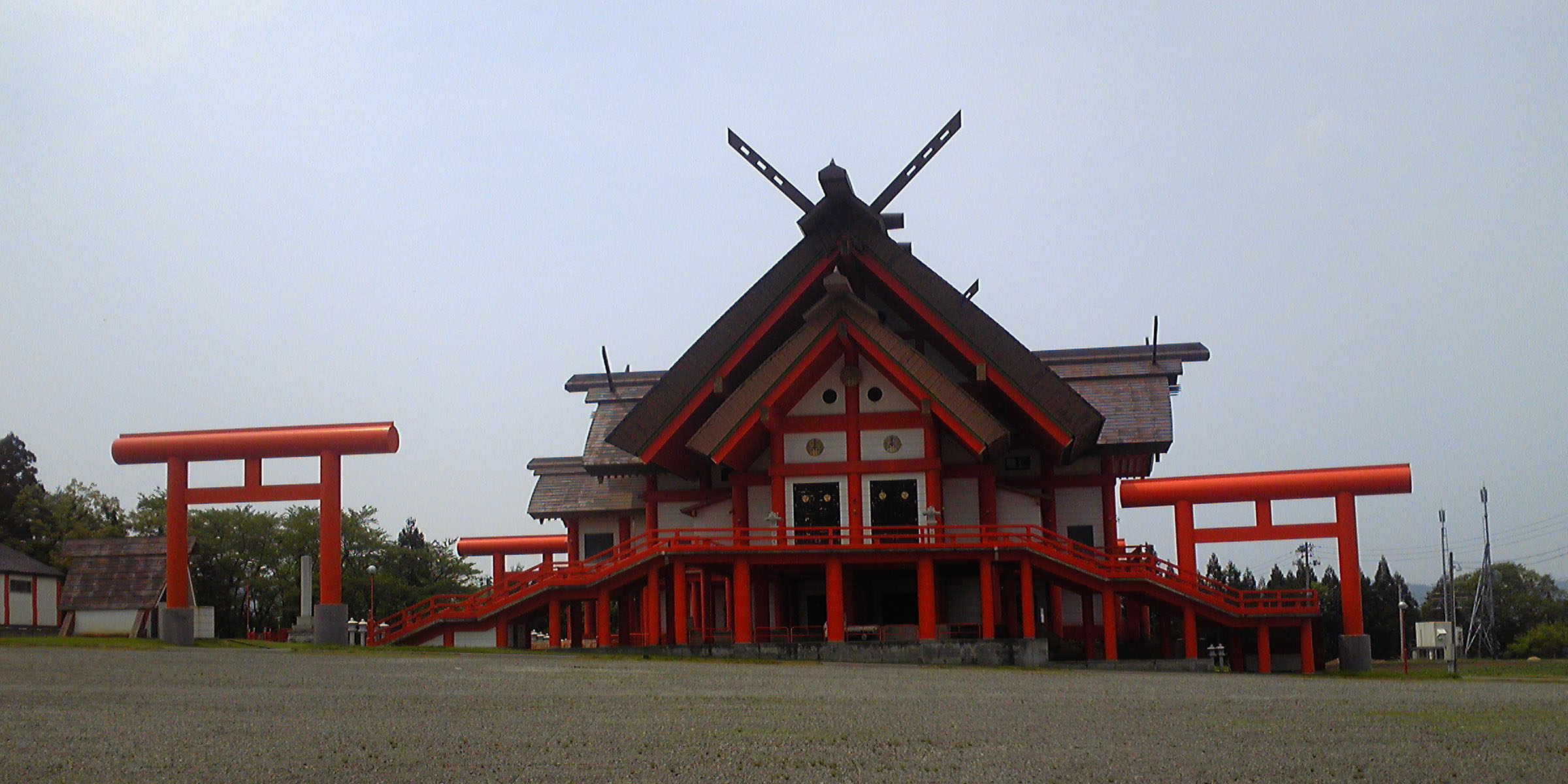
宝徳山稲荷大社

三波春夫顕彰碑

- 長谷川邸（国の重要文化財）
- 西谷温泉
- 桝形城址・桝形山自然公園
- 宝徳山稲荷大社
- もみじ園
- 三波春夫顕彰碑

## 出身有名人
- 琴音、歌手[4]（2002年1月7日 -）
- 三波春夫、歌手（1923年7月19日 - 2001年4月14日）
- 和月伸宏、漫画家（1970年5月26日）『るろうに剣心 -明治剣客浪漫譚-』の作中に越路町や周辺地域の地名が使われている。
- 米山稔、実業家、YONEX創業者（1924年10月15日 - 2019年11月11日）
- 井上円了、仏教者（1858年3月18日 - 1919年6月6日）東洋大学の創立者。